# Daniel Daio
Daniel Lima dos Santos Daio, né en 1947 dans la colonie portugaise de Sao Tomé-et-Principe, est un homme politique santoméen, membre du Parti de convergence démocratique - Groupe de réflexion.
Il est ministre de la Défense et de la Sécurité nationale jusqu'en 1982. Il est élu secrétaire général du PCD-GR lors de son premier congrès en 1990, puis, après les élections législatives de l'année suivante, Daio est nommé Premier ministre du 7 février 1991 au 16 mai 1992.